# گمینا سنپوپول
گمینا سنپوپول (به لهستانی:  Gmina Sępopol) یک گمینا در لهستان است که در شهرستان بارتوشتسه واقع شده‌است. گمینا سنپوپول ۲۴۶٫۵۸ کیلومتر مربع مساحت و ۶٬۵۸۹ نفر جمعیت دارد.